# Brigantaggio postunitario italiano
(Eroi e briganti, Francesco Saverio Nitti, 1899)
Con brigantaggio post-unitario italiano, nel linguaggio storiografico o risorgimentale si identifica una forma di brigantaggio (spesso associato a fenomeni di banditismo armato e organizzato) un tempo attiva nei territori del Mezzogiorno italiano precedentemente amministrati dal Regno delle Due Sicilie. Benché fosse già presente negli stati italiani preunitari, il brigantaggio meridionale assunse connotati tipici durante il Risorgimento, in special modo in seguito alla realizzazione dell'Unità d'Italia.
Va evidenziato che il brigantaggio postunitario interessò quasi esclusivamente i territori meridionali continentali ex-borbonici, mentre in pratica non si verificò nei territori di tutti gli altri Stati preunitari italiani annessi al Regno di Sardegna sabaudo per formare l'Italia unita durante il Risorgimento; tale diversità di avvenimenti e condotte è sintomatica delle profonde differenze, già esistenti nel 1861, tra il nord ed il centro della penisola da un lato ed il sud dall'altro. Tale divario sarebbe stato in seguito compendiato nella locuzione "questione meridionale", fonte di discussioni e di dibattito ancora oggi, né definita unanimemente nelle sue cause dagli storici e studiosi, nonché oggetto del dibattito nelle interpretazioni revisionistiche del Risorgimento.

## Storia

### Inizio della rivolta (1860)

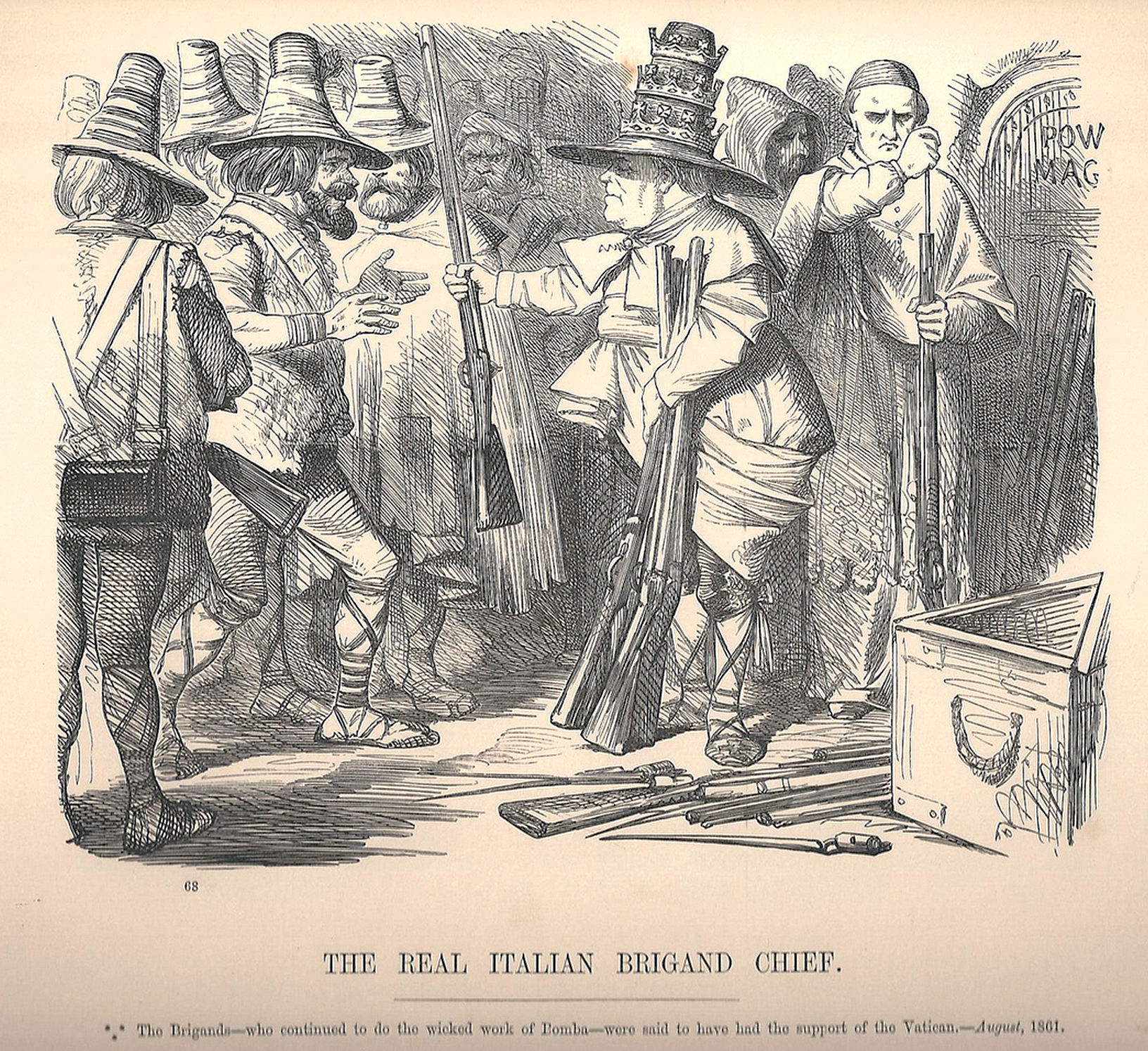
Punch 24 agosto 1861: vignetta satirica con Pio IX indicato come il vero capo dei briganti, con tiara e cioce mentre distribuisce armi ai briganti

Già nell'ultima fase della spedizione dei mille i borbonici, asserragliati a nord del Volturno intorno Gaeta, avevano deciso di fare ricorso a formazioni armate irregolari a supporto delle truppe regolari ancora attive tra il Sannio e l'Abruzzo, al fine di coprire il fianco rispetto all'avanzata verso sud dell'esercito sabaudo, guidato dal generale Enrico Cialdini. Già in precedenza, durante le giornate della conquista di Palermo il brigante calabrese Giosafatte Talarico, graziato da Ferdinando II nel 1845, venne inviato in Sicilia allo scopo fallito di assassinare Giuseppe Garibaldi, ma la missione non ebbe successo perché Talarico fu conquistato dalla personalità del condottiero.
Nell'autunno 1860 Pietro Calà Ulloa, ministro della Polizia nel nuovo governo borbonico costituitosi a Gaeta sotto il generale Casella, diffuse un documento di istruzioni per una brigata di volontari stanziata a Itri, con le seguenti indicazioni:
1. ricostruire il governo di Sua Maestà (D.G.)[15]
2. disarmo delle guardie nazionali e conseguente armamento di chi si unisse alla colonna dei volontari;
3. impadronirsi della casse pubbliche;
4. possibilità di imporre tasse per i bisogni dei volontari;
5. possibilità di esigere il pagamento delle tasse in equivalenti in cereali in mancanza di denaro;
6. arrestare chi si opponesse alla colonna o potesse successivamente recarvi danno, agendo alle sue spalle;
7. arrestare ugualmente chi potrebbe agitare lo spirito pubblico contro la monarchia borbonica;
8. tenere stretti collegamenti con i propugnatori della causa regia;
9. mantenere l'ordine e il rispetto della religione e dei suoi ministri;
10. proclamare l'antica fedeltà degli abitanti verso Sua Maestà e l'avversione contro gli invasori del Regno.

Conseguentemente a queste istruzioni si mosse una colonna agli ordini del prussiano Theodor Friedrich Klitsche de la Grange diretta verso l'Abruzzo e la fortezza di Civitella del Tronto con l'obiettivo di provocare una serie di focolai di ribellione in grado di tagliare i collegamenti fra l'esercito meridionale di Garibaldi a sud e l'armata sarda a nord. La colonna non era costituita da truppe di linea, impegnate nella difesa dell'area circostante Gaeta e Capua, ma da uomini della milizia urbana e polizia siciliana ritiratasi sul continente. A questa seguirono altre due colonne, guidate dai generali Luigi Scotti Douglas e von Meckel, sempre dirette verso gli Abruzzi e il Molise. Il 20 ottobre la colonna di Scotti Douglas viene sconfitta e fermata nella sua avanzata da Cialdini nella battaglia del Macerone. Mentre in provincia di Isernia il 17 ottobre nella scontro di Pettorano la colonna garibaldina, guidata da Francesco Nullo venne sconfitta a seguito di un'imboscata ad opera forze filoborboniche irregolari.
A seguito della partenza dei Borbone da Napoli il 6 settembre, della successiva sconfitta subita ai primi di ottobre nella battaglia del Volturno e dell'assedio di Gaeta, il partito legittimista e la corte borbonica in esilio a Roma, sotto la benevola protezione papale, presero ad organizzarsi per tentare di ripristinare il regno scomparso; il loro quartier generale si trovava a Palazzo Farnese, dove aveva preso alloggio Francesco II, mentre le osterie di Piazza Montanara, tradizionalmente luogo di raccolta di persone provenienti da fuori Roma oltre che da territori esterni ai domini papali (a cui in quel periodo si aggiunsero sbandati e avventurieri), divennero un luogo di pubblico reclutamento di uomini con cui formare bande da inviare nel sud per compiere scorrerie..
Questa attività di reazione all'unificazione italiana sotto il regno di Sardegna era inoltre aiutata dall'arrivo volontario di nobili legittimisti da Belgio, Francia, Baviera e Spagna, da gruppi clericali intenzionati a battersi per la "causa del trono e dell'altare" e "sete di avventura", tra questi vi fu un significativo gruppo di attivisti carlisti spagnoli rimasti senza guida e obiettivi a seguito del fallimento del pronunciamiento carlista di Carlo Luigi di Borbone-Spagna avvenuto nell'aprile 1860 e quindi di poco precedente gli eventi italiani. I più famosi capi banda stranieri arruolati, e definiti come avventurieri nel rapporto della commissione Massari furono gli spagnoli Tristany e Borjes, i francesi Emile Theodule de Christen, Lagrange e Langlois e il tedesco Zimmerman. A fine gennaio 1861 a Messina sono arrestati, e processati 4 francesi, accusati di essere emissari borbonici e il prussiano Enrico Klickli, che come conte di Kalkreut era capitano dello stato maggiore borbonico, imbarcatisi a Civitavecchia, quest'ultimo aveva con sé delle lettere di Gaeta, oltre 400 napoleoni d'oro, due revolver, due sciabole e una carta topografica delle Provincie d'Abruzzo lasciando supporre che vi dovesse scoppiare la rivolta.
Nelle formazioni irregolari, che la popolazione locale denominava masse, affluirono migliaia di uomini: ex soldati dell'esercito sconfitto e disciolto, coscritti che rifiutavano di servire sotto la bandiera italiana, popolazione rurale, banditi di professione e briganti stagionali, che si dedicavano già alle grassazioni nei periodi in cui non potevano trovare impiego in agricoltura. Viceversa, nessun principe reale o generale borbonico si impegnò direttamente, mettendosi a capo di una banda armata nella lotta contro lo stato sabaudo.

### Ilgrande brigantaggio(1861-1865)
Lo svilupparsi ed il diffondersi del brigantaggio postunitario nel periodo 1861-1865 è stato definito grande brigantaggio per distinguere le peculiari connotazioni che questo ebbe - soprattutto a livello politico - rispetto sia al brigantaggio preunitario, per lo più consistente in fenomeni di mero banditismo e sia rispetto al suo strascico posteriore.

#### Diffusione (1861-1862)
In Sicilia la cittadella di Messina - che già nel luglio 1860 aveva smesso di combattere, pattuendo di liberare la città e di non ostacolare Giuseppe Garibaldi nel passare lo stretto - resistette sino al 12 marzo 1861, e il 20 marzo, tre giorni dopo la proclamazione dell'unità d'Italia, si concluse l'assedio di Civitella con la resa della guarnigione di stanza presso la fortezza Civitella del Tronto, al confine tra Abruzzo e Marche.
Tuttavia dopo l'eccidio Gattini nell'agosto 1860 a Matera, nella primavera del 1861 la rivolta si era ormai diffusa in tutto il sud Italia continentale, assumendo spesso le forme di estese jacquerie contadine, spesso represse violentemente nel sangue. L'azione di contrasto venne in gran parte affidata inizialmente ai bersaglieri; dapprima ne furono inviati 11 nuovi battaglioni formati a seguito della riforma dell'esercito disposta col decreto 23 gennaio 1861 (mentre quelli che avevano partecipato alla campagna 1860-1861 venivano richiamati in alta Italia o inviati in Sicilia) a cui poi si aggiunsero in seguito tre battaglioni di veterani, di modo che al 25 settembre 1861 erano impegnati nella lotta al brigantaggio 17 battaglioni su 34 dell'organico complessivo dei bersaglieri.
Si materializzava tuttavia il rischio concreto di un collegamento di tutte le formazioni della rivolta, dalla Calabria alle province contigue allo Stato Pontificio, dove risiedeva Francesco II delle Due Sicilie, con un'azione centrata fra Irpinia e Lucania, ciò che condusse ad un incremento notevole sia delle forze impegnate, sia della ferocia con la quale la repressione delle insorgenze fu attuata. A Napoli, l'ex-capitale travagliata da una grave crisi economica, agiva la propaganda del comitato borbonico della città, che riuscì, perfino, a organizzare una manifestazione pubblica a favore della deposta dinastia. Nel mese di aprile venne sventata una cospirazione anti-unitaria e arrestate oltre 600 persone, fra cui 466 ufficiali e soldati del disciolto esercito borbonico. Si registrarono inoltre sollevazioni diffuse, seguite dal rovesciamento violento di vari comitati insurrezionali, sostituiti con municipalità legittimiste, a cui seguiva l'azione repressiva delle forze unitarie, come la rivolta di Montefalcione nei paesi di Montefalcione e Montemiletto tra il 6-10 luglio 1861.
A seguito di queste rivolte il conte Gustavo Ponza di San Martino, da meno di 2 mesi nominato luogotenente del re Vittorio Emanuele II per le "province napoletane", rassegnò le dimissioni e il 14 luglio 1861 venne inviato a Napoli il generale Enrico Cialdini, con poteri eccezionali per affrontare l'emergenza del brigantaggio. Egli seppe rafforzare il partito sabaudo, arruolando militi del disciolto esercito meridionale di Garibaldi e perseguendo il clero e i nobili legittimisti. In una seconda fase, comandò una dura repressione messa in atto attraverso un sistematico ricorso ad arresti in massa, esecuzioni arbitrarie, distruzione di casolari e masserie, vaste azioni contro interi centri abitati. Fucilazioni sommarie e incendi di villaggi erano frequenti, tra quelli più famosi ricordiamo l'eccidio di Auletta avvenuto il 30 luglio, dopo la repressione di una rivolta filoborbonica nel paese, e i fatti di Pontelandolfo e Casalduni del 14 agosto 1861, eseguiti dai bersaglieri, per rappresaglia dopo il massacro di oltre 40 militari regolari perpetrato tre giorni prima da briganti con l'appoggio di elementi attivi della popolazione locale.

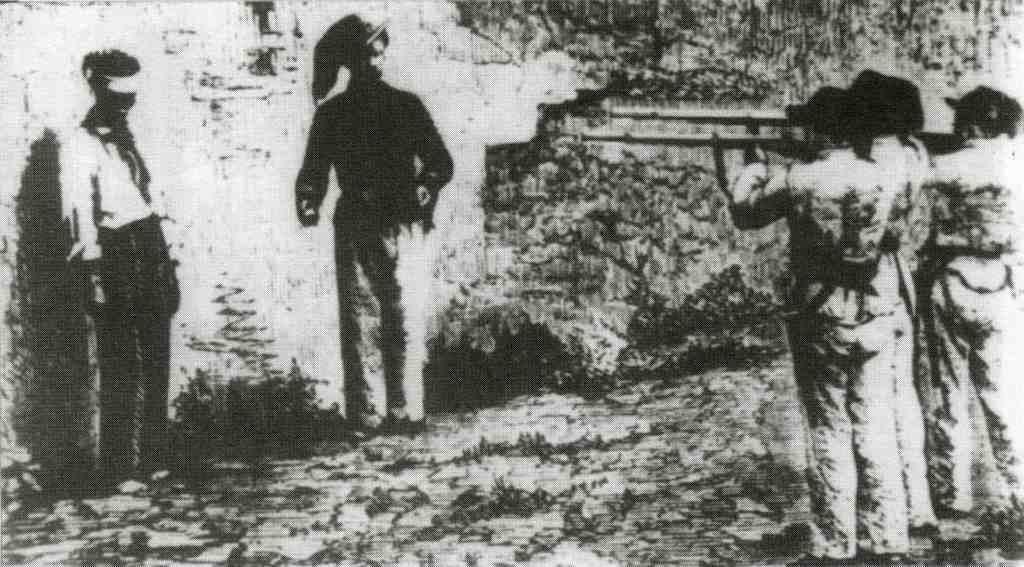
Fotomosaico della fucilazione di Vincenzo Petruzziello
Montefalcione, 1861.

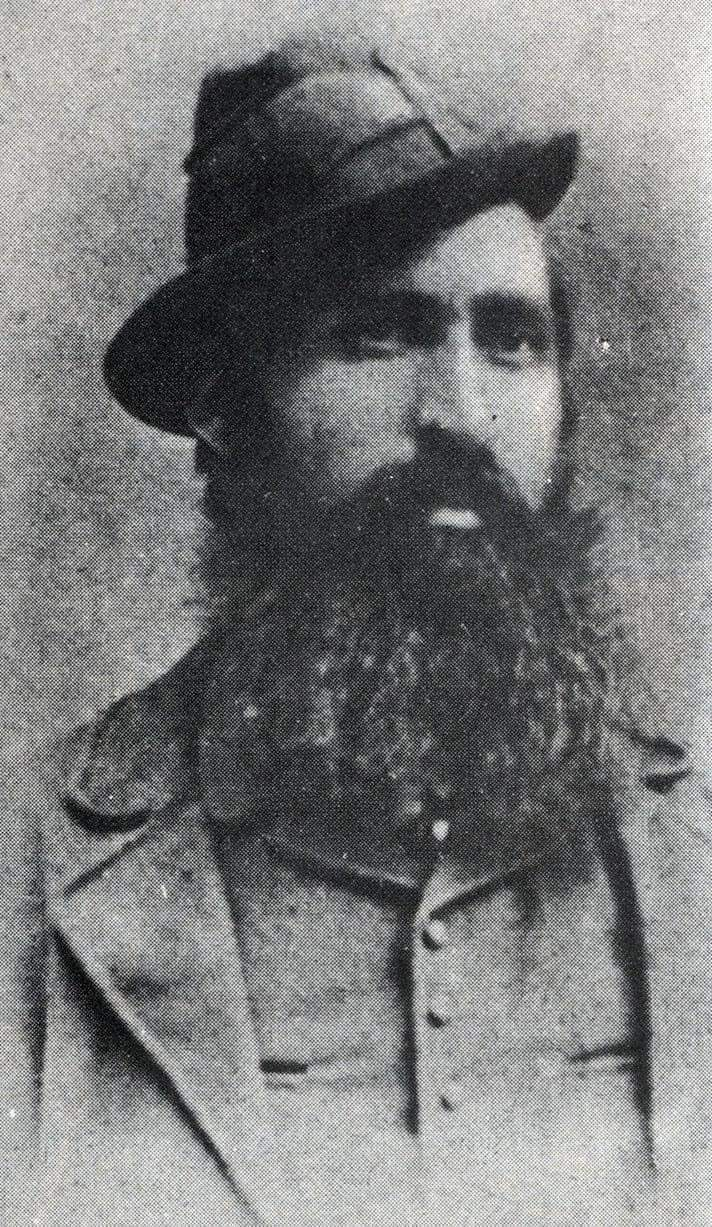
Foto del capo brigante Carmine Crocco detto "Donatello"

L'obiettivo strategico consisteva nel ristabilire le vie di comunicazione e conservare il controllo dei centri abitati. Le forze a sua disposizione consistevano in circa 22 000 uomini, presto passate a 50 000 unità nel dicembre del 1861. I metodi repressivi di Cialdini impressionarono perfino il governo di Torino e scandalizzarono la stampa estera, per cui venne sospeso nel settembre di quello stesso anno e sostituito dal generale Alfonso La Marmora. Nella notte tra il 13 e il 14 settembre 1861 José Borjes, ex generale spagnolo carlista, partito da Malta, sbarcò con 20 soldati a Brancaleone, in Calabria ingaggiato da re Francesco II di Borbone per riconquistare il Regno. Dopo il fallito tentativo di una duratura alleanza col brigante calabrese Miticca, che lo abbandonò poi, si mosse in Basilicata arrivando il 22 novembre ad unirsi al capobanda Carmine Crocco, con cui compì alcune scorribande nella regione e partecipò a scontri con le truppe italiane; tuttavia i loro rapporti reciproci, sempre diffidenti in quanto Crocco non volle cedergli il comando delle operazioni, si deteriorarono col passare dei giorni, anche sotto l'incalzare dei militari italiani. Infine abbandonato da Crocco, Borjes cercò di raggiungere Roma per informare Francesco II della situazione, desiderando organizzare un esercito di volontari per ripetere l'operazione. Lo spagnolo venne catturato da un reparto di bersaglieri vicino al confino pontificio nei pressi di Sante Marie e fucilato l'8 dicembre 1861 a Tagliacozzo assieme ai suoi pochi uomini rimastigli. Il 18 settembre 1861 con trentadue uomini, sbarcò ad Agropoli nel salernitano il legittimista Giuseppe Tardio, imbarcatosi a Civitavecchia (porto dello stato pontificio), iniziando a raccogliere volontari, in qualità di capitano dell'esercito delle Due Sicilie.
Durante un dibattito svoltosi alla Camera il 2 dicembre, la Francia venne accusata dal deputato calabrese Benedetto Musolino, di favorire e guidare il brigantaggio in quanto "Napoleone III non ha rinunziato al programma di Plombières e si avvale del brigantaggio per impedire che il nostro Stato si consolidi". E il 7 dicembre il giornale "l'Operaio" di Napoli, da una cronaca da Roma commentava: "Il comando e la polizia francese in Roma non solo non reprime, ma si può anche dire che favorisce il brigantaggio. Prima di tutto non si capisce come il Governo di Francia permette l'opera impunita dei comitati legittimisti di Marsiglia e di Parigi, i quali forniscono alimento al brigantaggio, in uomini, armi o denaro." ed aggiungeva che il generale De Goyon comandante della guarnigione francese nella capitale, rivolgendosi alle nuove truppe durante il cambio del contingente francese, le aveva esortate a non essere troppo zelanti nella repressione del brigantaggio. Il giornale forniva anche una sua descrizione su come avveniva l'aiuto francese al brigantaggio tramite il comitato legittimista di Marsiglia, facente capo al deputato Anatole Lemercier, che fingendo di arruolare Belgi e Francesi come volontari per servizio della Santa Sede, li inviava tramite i postali francesi al porto di Civitavecchia, e quindi per ferrovia a Roma. Qui erano presi in consegna da Luzzi, segretario particolare di De Merode, al tempo ricoprente una posizione definibile come ministro della difesa, e ricevono divisa, armamento e istruzioni con l'incarico da svolgere, e sono arruolati nei ruoli borbonici. Sono temporaneamente alloggiati nei quartieri dei battaglioni esteri presso S. Maria Maggiore, fino a quando o vengono inviati ai confine nella banda di Chiavone, o ritornano a Civitavecchia, dove tramite Galera console napoletano, nuovamente tramite i postali francesi arrivano a Napoli, non sospettabili da parte delle autorità italiane, oppure a Malta.
Nel luglio 1862 i due fratelli La Gala - capi briganti rifugiatisi nello stato pontificio, in fuga da Terra di Lavoro dove avevano precedentemente spadroneggiato - vennero imbarcati a Civitavecchia, assieme ad altri tre briganti della loro banda sulla nave francese "Aunis", per essere condotti al sicuro a Barcellona in Spagna dove la legazione spagnola aveva fornito un salvacondotto. Il loro viaggio venne interrotto a Genova, quando a seguito l'attracco della nave, vennero imprigionati dal prefetto cittadino, che avuta notizia della loro presenza salì a bordo. Ne seguì un caso diplomatico, essendo stati i briganti arrestati su un legno battente bandiera francese, ricomposto con la riconsegna temporanea dei cinque alla Francia che li custodì in una prigione al confine con l'Italia fino a quando la richiesta di estradizione fece il suo corso in settembre. Il caso mise alla luce le problematiche legate all'appoggio europeo legittimista verso il brigantaggio e la difficile posizione francese a Roma, le cui truppe presidiavano per la difesa del Papa, la cui presenza indirettamente favoriva una politica ostile all'alleato Regno d'Italia.
Il 28 giugno 1862, in un bosco vicino alla certosa di Trisulti, venne catturato e fucilato il capo brigante Luigi Alonzi (detto Chiavone) ad opera di Rafael Tristany de Barrera e Ludwig Richard Zimmermann, due mercenari, rispettivamente spagnolo e tedesco, assoldati dai borbonici per guidare militarmente le bande dei briganti e che erano diventati avversari di Chiavone in seguito a continui scontri dovuti a gelosie di potere che stavano dividendo in briganti in "tristanisti" e "chiavonisti". Le bande di briganti tuttavia facevano ancora assegnamento sull'invio di rinforzi dalla corte borbonica in Roma, e sul ritorno di Francesco II, utilizzando questa eventualità come mezzo di ulteriore pressione e ricatto verso le autorità locali; emblematico è il contenuto di questa lettera di minacce e ordini spedita al sindaco di Ari nel luglio 1862:
Al fine di contrastare più efficacemente il fenomeno, il 16 dicembre 1862 la Camera dei deputati decise la costituzione di una commissione d'inchiesta sul fenomeno, da inviarsi nelle province meridionali per prendere diretta conoscenza dei fatti, con Giuseppe Massari alla segreteria e Giuseppe Sirtori alla presidenza.

#### La legge Pica e la repressione (1863-1865)

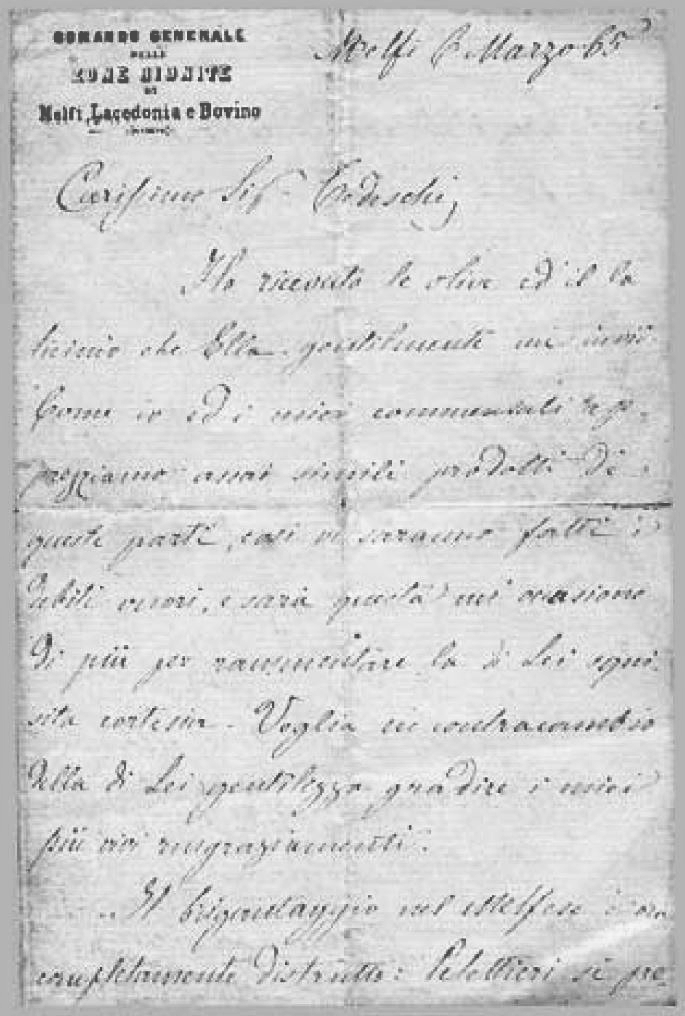
Lettera datata: Melfi, 6 marzo 1865, manoscritta dal generale Govone che termina col commento: "il brigantaggio nel Melfese è ora completamente distrutto" - Scritta su carta intestata "Comando generale delle zone riunite di Melfi, Lacedonia e Bovino"

Gli strumenti a disposizione della repressione venivano, nel frattempo, incrementati, con la moltiplicazione delle taglie e l'istituto del domicilio coatto, quest'ultimo introdotto dalla legge Pica; emanata il 15 agosto 1863 era una legge speciale che colpiva non solo i presunti e veri briganti, ma affidava al giudizio dei tribunali militari anche i loro parenti e congiunti o semplici sospetti di manutengolismo (ossia collaborazione) coi briganti. Con successive proroghe, la legge Pica restò in vigore fino al 31 dicembre 1865.
In precedenza per la repressione del gravissimo problema del brigantaggio il Regno delle Due Sicilie aveva approvato leggi speciali come il Decreto di Re Ferdinando I n. 110 del 30 agosto 1821 ed il Decreto di Re Francesco II n. 424 del 24 ottobre 1859, leggi molto più dure della stessa legge Pica successiva all'unità.
Il 21 dicembre del 1863 Garibaldi inviò da Caprera al Presidente della Camera dei deputati del Regno d'Italia, all'epoca Giovanni Battista Cassinis, una lettera di rinuncia al mandato per protestare energicamente sia contro l'estensione alla Sicilia della legge Pica ("vituperio della Sicilia, che io sarei orgoglioso di chiamare - proseguiva - la mia seconda terra di adozione") e inoltre per condannare la cessione di Nizza.
A cavallo degli anni 1862-1864 le truppe dedicate alla repressione vennero aumentate sino a 105 000 soldati, circa i due quinti delle forze armate italiane del tempo. Il generale Emilio Pallavicini, che alla dura repressione preferiva favorire il "pentitismo" tra i briganti, giunse ad eliminare le grandi bande a cavallo con i loro migliori comandanti: il 5 gennaio 1863 venne ucciso in combattimento Pasquale Romano, attivo nella zona di Bari ed ex sergente dell'esercito borbonico considerato un abile stratega: la sua morte in battaglia rappresentò la fine della guerriglia organizzata militarmente in Puglia, nel corso dell'anno furono sgominate le bande di Crocco nel Vulture. Grazie soprattutto alla resa del suo luogotenente Giuseppe Caruso il 14 settembre 1863 e la sua collaborazione con le autorità italiane, nella zona di Foggia Michele Caruso fu fucilato il 23 dicembre dello stesso anno. Carmine Crocco, rimasto con pochi uomini e incalzato senza tregua dalla truppe italiane, cercò riparo sconfinando nello Stato Pontificio ove sperava di ricevere aiuti come era accaduto per molti altri capi briganti, ma diversamente dalle sue previsioni, venne arrestato dalle guardie pontificie il 25 agosto 1864, e tenuto imprigionato a Roma senza processo fino al settembre 1870, quando a seguito della breccia di Porta Pia si trovò prigioniero dello stato italiano finendo sotto processo.. Il 27 ottobre 1864 venne arrestato a Tivoli dalla gendarmeria pontificia anche il brigante abruzzese Giuseppe Luce della cosiddetta banda di Cartòre (guidata da Berardino Viola) che, il 18 maggio 1863, insieme ad altri complici, rapì e uccise, bruciandolo vivo, il ricco possidente terriero e capitano della Guardia Nazionale Alessandro Panei di Sant'Anatolia.
Nel 1864 inizia il ridimensionamento delle truppe destinate alla repressione ridotte a 8 reggimenti granatieri, 8 di cavalleria, 34 reggimenti di fanteria con il solo IV battaglione e 13 battaglioni bersaglieri.
Il 15 luglio 1864 la camera dei Deputati approvò all'unanimità la costruzione della linea telegrafica fra Matera e Lagonegro, richiesta insistentemente da un anno dal comando militare di Napoli e dalla prefettura di Potenza, con la motivazione che tale linea sarà di "grandissima utilità" per la pubblica sicurezza, nonostante la sua costruzione risulti difficile per la mancanza di strade in quelle province.

### Declino e contrasto nello Stato Pontificio (1866-1868)

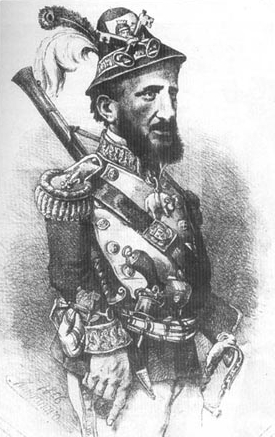
1866: Caricatura di Francesco II come brigante, notare i simboli vaticani sul tipico berretto a cono

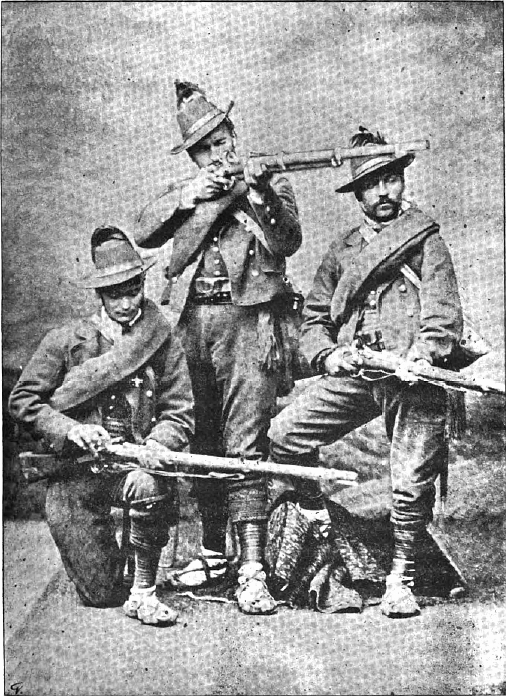
Squadriglieri pontifici, in assetto di combattimento, ben evidenti le cioce come calzatura d'ordinanza

Con le sue azioni, il generale Pallavicini aveva raggiunto l'obiettivo strategico principale della lotta contro il brigantaggio, scongiurando le premesse per una possibile sollevazione generale e militarmente coordinata dei guerriglieri delle province meridionali: l'insurrezione non era ancora terminata, come dimostrò pure la rivolta del sette e mezzo in una città importante quale Palermo, ma venne meno qualsiasi carattere di azione collettiva, si affievoliva l'appoggio popolare. La resistenza degenerò così, sempre più spesso, in mero banditismo. Nel 1867 infatti Francesco II delle Due Sicilie sciolse il governo borbonico in esilio vista l'impossibilità di ottenere risultati politici e per non logorarsi in una guerra civile, anche se l'azione delle bande andava progressivamente diminuendo.
Alla fine del brigantaggio contribuì anche il cessare dell'appoggio da parte dello Stato pontificio, che per i primi anni costituiva una terra di rifugio ed asilo a tutti quelli che sconfinavano nel suo territorio. Nel 1864 la rivista La Civiltà Cattolica scriveva: "una delle piaghe più cancrenose del preteso regno d'Italia è il cosiddetto brigantaggio che da quattro anni infierisce nelle province meridionali", e dopo aver descritto e denunciato le azioni repressive del governo e l'impoverimento delle popolazioni causato dall'incremento dei prezzi concludeva "che la cagione del brigantaggio è politica, cioè l'odio al nuovo Governo".
Nello stesso Stato pontificio, per meglio combattere il brigantaggio nelle provincia di Frosinone, vennero istituito nel 1865 dal conte Leopoldo Lauri, comandante della gendarmeria pontificia, dei corpi formati da volontari provenienti da zone di montagna - detti squadriglieri col vantaggio di essere conoscitori dei luoghi, che arrivò a contare fino a 1443 armati nel 1870. Nel 1867 La Civiltà Cattolica riportava un editto del 17 marzo 1867 del monsignor Luigi Pericoli - un delegato apostolico - emanato allo scopo di contrastare il brigantaggio dalle province di Frosinone e Velletri. Il contenuto dell'editto era preceduto dalla premessa che "tra le miserande conseguenze dell'usurpazione violenta del reame di Napoli, si ha purtroppo da deplorare già da sette anni, e produsse già troppe rovine, quella del brigantaggio, che imperversa sulle frontiere delle province meridionali dello stato Pontificio, dove si annidò fra le giogaie de' monti e le selve inestricabili, per quinci piombare, quando dall'uno o dall'altra parte dei due stati confinanti, a compiere le più esecrabili ribalderie". Tra le varie norme introdotte l'editto considerava "conventicola" (vietata) anche la riunione di due soli briganti armati, taglie variabili da 2 500 a 6 000 lire per la consegna o uccisione di briganti e premi in denaro per briganti che consegnino alla giustizia loro compagni (sia vivi che morti), 10 - 15 anni di galera per chi ostacolasse la lotta al brigantaggio, possibile allontanamento dalla provincia di dimora dei familiari di briganti, divieto di muoversi in campagna portando con sé un eccesso di viveri e di indumenti, divieto di assumere come pastori o custodi per il bestiame i parenti di briganti, la chiusura di osterie, case di campagna e distruzione di capanne che potessero servire come rifugio ai briganti.
Infine l'articolo della rivista riportava di un accordo verbale, che "potrebbe riuscire salutare ed efficace", intercorso tra il comandante delle truppe pontificie e quello delle truppe del regio esercito italiano che avrebbe permesso alle truppe di uno Stato di sconfinare nell'altro durante l'inseguimento di briganti in fuga, tale accordo noto come "Convenzione di Cassino", dal nome del paese in cui il 24 febbraio 1867 venne sancito dall'incontro fra il Conte Leopoldo Lauri Maggiore Comandante la 2ª suddivisione della gendarmeria della provincia di Frosinone e Lodovico Fontana Maggior Generale Comandante la 1ª zona militare di Cassino; esso riprendeva quello preesistente stipulato il 4 luglio 1816 tra il governo papale e quello borbonico, che era stato rinnovato e ampliato il 19 luglio 1818.
Il 23 maggio 1867, il ministro degli interni vaticani Luigi Antonio De Witten, emise un editto per combattere il "brigantaggio, che (qualunque sia la causa ond'è incoraggiato e sostenuto) incominciò ad infestare le province di Frosinone e di Velletri, tenta ora di estendere le sue scorrerie in alcuni dei luoghi compresi nelle altre Province dello Stato pontificio" in cui estendeva alle "altre Province, ed ancora nel circondario di Roma e sua Comarca" le pene e le modalità di lotta al brigantaggio emanate coi precedenti editti specifici per Province di Frosinone (risalente al 1863) e di Velletri (emesso tre mesi prima).
In un articolo, nella sezione di cronaca contemporanea, del 25 maggio 1867 Civiltà Cattolica imputava l'incremento del brigantaggio nelle province pontificie alla fomentazione, da parte dei garibaldini, allo scopo di indebolirne lo stato, aumentare il malcontento della popolazione e facilitare l'invasione dello stato e la conseguente presa di Roma, veniva altresì indicata la cifra di oltre 50 briganti costituitisi dall'inizio dell'anno che, come riportava la rivista:

### La presa di Roma e la fine (1869-1870)
Nel 1869 furono catturati i guerriglieri delle ultime grandi bande con cavalleria e a gennaio 1870 il governo italiano soppresse le zone militari nelle province meridionali, sancendo così la fine ufficiale del brigantaggio.
Nel 1870 Civiltà Cattolica pubblicò un articolo intitolato "Il brigantaggio distrutto negli stati pontifici", in cui affermava che negli Stati del Papa il brigantaggio è già da più mesi del tutto estinto: oveché negli Stati occupati da Vittorio Emanuele seguita ad inferocire, lo stesso articolo, non firmato, ma attribuibile a P. Piccirillo direttore della rivista, forniva alcune cifre sulla lotta al brigantaggio negli stati pontifici attuata dal novembre 1865, anno in cui la responsabilità dell'ordine pubblico in quegli stati passò dalle truppe francesi a quelle pontificie, al novembre 1869: 42 uccisi e 23 feriti nelle milizie papaline, 447 briganti catturati, di cui 240 indigeni delle province papaline, 48 briganti uccisi in combattimento "oltre i non pochi i quali, mortalmente feriti al lembo della frontiera e trafugati nottetempo, sono iti a spirare nel territorio assoggettato al regno d'Italia", 17 fucilati alle spalle, 54 condannati alla galera perpetua e 409 persone arrestate per complicità.
Dopo la terza guerra d'indipendenza italiana e l'annessione del Veneto nel 1866 e la presa di Roma nel 1870 la popolazione del regno aumentò da 21,7 milioni di persone nel 1861 a 25,9 milioni nel 1870. Entrate a Roma le truppe italiane, annesso al Regno d'Italia il Lazio, trasferito a Parigi nel marzo 1870 Francesco II ed eliminate le problematiche politiche che avevano osteggiato la pacificazione del Mezzogiorno, cessò anche la necessità di mantenere le zone militari ancora esistenti che furono soppresse proprio nel 1870. Con la fine dello stato d'assedio non terminarono tuttavia le scorribande brigantesche poiché alcuni malviventi e briganti sopravvissuti agli scontri, continuarono per alcuni anni successivi, anche se per lo più in modo disorganizzato.
Nel 1872 Carmine Crocco, divenuto prigioniero del Regno d'Italia, dopo la breccia di Porta Pia, venne processato, il suo procedimento giudiziario durò un anno, si concluse con la sua condanna a morte, ma essendo terminata l'emergenza della lotta al brigantaggio, la pena fu commutata in condanna a vita ai lavori forzati; Crocco morì nel 1905 sopravvivendo a gran parte dei briganti del suo tempo.

## Caratteristiche
La ribellione fu condotta - con l'appoggio del governo borbonico in esilio e dello Stato Pontificio e di esponenti della nobiltà - principalmente da forze del proletariato rurale, ex militari dell'esercito delle Due Sicilie, da renitenti alla leva, disertori ed evasi dalle carceri italiane che, spinti da diverse problematiche economiche e sociali, si opposero alla politica del nuovo governo italiano. A questi nel primo anno del conflitto si aggiunsero militari di professione, di fede legittimista, assoldati dalla corte borbonica in esilio a Roma.
Il brigantaggio in Lucania era manovrato soprattutto da ex murattiani indipendentisti, affiancati dal francese Langlois, che agevolavano il tentativo francese di rendere il Sud ingovernabile e, tramite una conferenza internazionale, toglierlo ai Savoia per assegnarlo alla casata filo-francese dei Murat.
Il brigantaggio si contrappose dapprima alle milizie civiche, armate dai notabili e dai possidenti meridionali, che assieme agli elementi liberali più ebbero a soffrire della stagione di violenze; poi al Regio esercito, coadiuvato dalla guardia nazionale italiana, che fu massicciamente impegnata nella repressione, ma resasi responsabile di diversi soprusi e violenze sulla popolazione, poiché spesso costituita da soggetti del luogo, ma di dubbia moralità e trascorsi discutibili. Due tra i più famosi comandanti militari della repressione furono Enrico Cialdini, modenese, ed Emilio Pallavicini, genovese. L'azione delle bande, diffusa un po' in tutto il territorio continentale appartenuto all'ex-Regno delle Due Sicilie, è stata definita, a seconda del punto di vista: brigantaggio secondo la storiografia prevalente, rivolta, se non la prima guerra civile dell'Italia, come resistenza all'annessione al Regno sabaudo secondo la storiografia revisionista del Risorgimento, o una rivolta proletaria mancata secondo l'interpretazione gramsciana.

## Fattori scatenanti
Già durante la spedizione dei Mille e dopo il raggiungimento dell'unità d'Italia, diverse fasce della popolazione meridionale cominciarono a manifestare un crescente malcontento verso il processo di unificazione. Ciò era generato da un improvviso peggioramento delle condizioni economiche dei braccianti della provincia meridionale, che, abituati a una condizione economica povera ma sopportabile (caratterizzata da un costo della vita moderato, da una bassa pressione fiscale e dalla libera vendita dei prodotti agricoli) si ritrovarono a dover fronteggiare un nuovo regime fiscale per loro insostenibile e una regolamentazione del mercato agricolo svantaggiosa per loro sotto ogni aspetto. Un altro importante motivo che spinse alla rivolta i contadini fu la privatizzazione delle terre demaniali a vantaggio dei vecchi e nuovi proprietari terrieri, che così ampliarono legalmente i loro possedimenti in cambio di un maggior controllo del territorio e della fedeltà al nuovo governo. Tutto ciò danneggiava i braccianti agricoli più umili, cioè quelli che lavoravano a giornata con lavoro precario e senza un rapporto di radicamento nel territorio, che con la sottrazione delle terre demaniali da loro utilizzate si ritrovarono a dover vivere in condizioni economiche ancora più disagiate e precarie rispetto al passato. A tutto ciò si aggiunse l'istituzione del servizio militare obbligatorio di massa (tramite coscrizione) - che precedentemente col governo borbonico era obbligatorio, ma soggetto a sorteggio per il suo svolgersi, ed era evitabile col riscatto - e in quel periodo l'organico dell'esercito delle Due Sicilie era in parte costituito da truppe di mercenari svizzeri.
In tale contesto si cominciarono a formare, oltre alle bande di contadini e pastori che si davano al brigantaggio come estrema forma di protesta, anche gruppi organizzati di ex soldati del disciolto esercito borbonico rimasti fedeli alla deposta dinastia borbonica. Tra questi si inserirono anche malviventi e latitanti di vecchia data, adusi a vivere alla macchia. Inoltre, in taluni posti, come risposta ad uccisioni di militari e liberali da parte dei briganti erano avvenute sanguinose rappresaglie da parte dell'esercito italiano con eccidi e devastazioni che contribuirono ad accrescere il risentimento verso il neonato stato italiano.
Infine, la formazione del Regno d'Italia era sentita da gran parte della popolazione con forti sentimenti religiosi come una minaccia alla propria fede cattolica e alle proprie tradizioni. La componente religiosa ebbe un'importanza determinante, perché il Risorgimento ebbe una forte connotazione anticattolica, in particolare a causa della questione romana, ragion per cui non poteva godere di un vasto consenso in tutte le classi della popolazione, soprattutto quella rurale, allora intensamente ancorata al proprio sentimento religioso, tanto più che il basso clero, a contatto diretto con queste popolazioni, rafforzava l'idea che i liberali "massoni e senza Dio", volessero abbattere radicalmente la "Santa Madre Chiesa". Inoltre dal vicino Stato pontificio, in cui si erano rifugiati i reali borbonici, arrivarono aiuti e costanti incitamenti (fino al 1867) alla lotta armata senza quartiere contro uno Stato che aveva espropriato i beni dei conventi e minacciava la stessa sopravvivenza del potere temporale del Papa.

### Condizioni economiche e sociali
(Giuseppe Massari)

Ritratto in foto da studio del capo brigante Cosimo Mazzeo detto "Pizzichicchio"

Negli anni precedenti il 1860 il Regno delle due Sicilie, il più vasto tra gli stati italiani, era considerato abbastanza prosperoso dal punto di vista economico data la presenza sul suo territorio di industrie operanti in svariati settori, agricolo, cantieristico, navale, siderurgico, tessile, dell'industria cartaria, estrattiva, conciaria, e altre di minore importanza. Malgrado ciò parte degli abitanti di alcune province e più in particolare di quelle a connotazione prevalentemente agricola, si trovarono a vivere in condizioni particolarmente disagiate. Ciò anche per gli effetti di una distribuzione della ricchezza favorevole al clero e alle classi abbienti che comportò per i contadini “nullatenenti” una situazione di assoluta povertà. A livello infrastrutturale, anche la rete ferroviaria del regno era molto modestamente sviluppata, benché la ferrovia Napoli-Portici, lunga 7,25 km, fosse stata la prima tratta ferroviaria in Italia. Alla vigilia dell'unità nazionale la rete piemontese assommava a 802 km, quella del Regno delle Due Sicilie a 128 km.
La diversa distribuzione dell'industria sul territorio prevalentemente accentrata nell'attuale Campania, la presenza di ampi spazi coperti da boschi e foreste, l'esistenza di zone montuose di difficile transitabilità, la mancanza di strade, contribuì ad alimentare le sacche di povertà e di scontento, riflettendosi negativamente anche sul commercio potenzialmente possibile. Economia quindi ancora di natura prevalentemente agricola, solo in parte corretta da una serie di iniziative a carattere industriale agevolate da tariffe doganali di favore. Alle parziali riforme già avviate da Ferdinando II delle Due Sicilie per sviluppare l'industria, l'esercito e la marina, non ne seguirono altre atte a consentire il superamento dei resti del sistema feudale e l'abolizione dei privilegi del Clero. Infatti, il clero dotato di ingenti proprietà, oltre ad essere guida spirituale ed elemento cardine per la gestione di alcuni aspetti della convivenza civile, fu anche datore di lavoro, insegnante, e altro. Nelle sue svariate attività sviluppò così un'indubitabile influenza sulle classi contadine, disagiate e prevalentemente analfabete, che in molte aree fu amplificata facendo degli ecclesiastici una delle poche fonti, se non l'unica, cui attingere per ottenere e scambiare notizie. Le riforme non risultarono utili ad evitare i moti popolari che, fomentati da agenti mazziniani, si svilupparono in Sicilia, nelle Calabrie, in Basilicata e nella stessa Napoli facendo leva sullo scontento di molti strati della popolazione.
L'esercito delle Due Sicilie - che faceva prevalentemente ricorso all'arruolamento volontario e solo in via sussidiaria alla leva obbligatoria per sorteggio (da cui era peraltro esclusa la Sicilia, già dal 1840), con una durata della ferma da 5 a 8 anni - aveva vissuto al proprio interno situazioni di scontento che portarono nel dicembre 1856, all'attentato contro Ferdinando II da parte di Agesilao Milano. Altri avvenimenti di non minore importanza ridussero la fiducia del re nella propria armata intesa anche come strumento di repressione per far fronte a possibili moti popolari.

L'arretratezza di alcune province dal punto di vista economico non poteva non avere riflessi anche sotto il profilo dell'istruzione pubblica, parzialmente assente e in gran parte affidata alle istituzioni religiose. Infatti nel 1861, le percentuali degli analfabeti nelle regioni meridionali risultarono particolarmente gravi con una punta dell'88,3% nelle province di Campania, Puglia, Basilicata e Calabria.. Questo stato di cose derivò anche dall'incuria nella gestione dell'Istruzione Pubblica da parte delle amministrazioni comunali problema rappresentato anche dalla commissione d'Inchiesta sul Brigantaggio
(G. Massari e S. Castagnola, Il brigantaggio nelle provincie napoletane, p. 48)
Ad aggravare il divario già esistente tra le province del regno di Napoli e ad appesantire le già precarie condizioni di vita di parte dei suoi abitanti, contribuirono anche una serie di calamità naturali che colpirono il territorio: alcune aventi caratteristica generale e altre riguardanti specifiche zone territoriali. Le pandemie di malaria, tifo e altre gravi malattie si manifestarono un po' dappertutto, mentre le cattive condizioni igieniche e l'ignoranza della classe medica non consentirono di far fronte alle epidemie di colera che fecero strage nel 1837, nel 1854 e nel 1866. Quest'ultima pandemia, esplosa nel 1865 e che si protrasse fino al 1868, colpì indistintamente tutta l'Italia e in particolare nel mezzogiorno la Campania, Basilicata, Puglia e Sicilia. Per organizzare i cordoni sanitari fu necessario l'intervento dell'esercito che risultò essenziale per isolare i paesi infetti, attuare provvedimenti di quarantena e costituire cordoni sanitari che, nelle zone afflitte dal brigantaggio, crearono ulteriori problemi oltre quelli già esistenti. Alle pandemie si aggiunsero anche il terremoto del Vulture del 1851, nel 1853 l'Irpinia, nel 1854 la zona di Cosenza e il terremoto della Basilicata del 1857 che colpì anche alcune zone della Campania. Ciò non bastando, in Campania nel 1861 furono avvertite scosse di terremoto cui seguì l'eruzione del Vesuvio del 1861 che colpì zone già parzialmente disastrate dalle eruzioni del 1822, del 1834, del 1850 e del 1855.

Gli effetti di questi disastri naturali, furono aggravati anche dagli eventi politici che portarono all'Unità d'Italia. Infatti gli interventi di ricostruzione già di per sé tardivi e difficili, furono abbandonati causando nelle aree di riferimento un lungo periodo di stagnazione economica. Suggerimenti per un generale miglioramento della situazione esistente nelle province dell'ex Regno delle due Sicilie, vennero avanzati nella relazione della Commissione d'inchiesta sul Brigantaggio che segnalò: 
(G. Massari e S. Castagnola, Il brigantaggio nelle provincie napoletane, p. 117)
In questo difficile contesto, una serie di misure adottate dal governo italiano (regime fiscale molto più oneroso, nuova regolamentazione del mercato agricolo, privatizzazione delle terre demaniali) generarono un improvviso peggioramento delle condizioni economiche dei braccianti.
Le problematiche economiche e sociali, accompagnate dalla propaganda svolta dai comitati borbonici e dal clero, dagli errori commessi dal governo italiano, dalla durezza con cui furono represse le reazioni che si verificarono in talune province, crearono i presupposti per scatenare la reazione di masse di diseredati che alimentarono le file della guerriglia e del brigantaggio nelle sue varie sfaccettature.

### Servizio militare di leva
(G. Massari e S. Castagnola, Il brigantaggio nelle provincie napoletane, p. 60)
Tra le cause che portarono allo scontento e alle reazioni che si verificarono nelle province del Mezzogiorno d’Italia, è da annoverare l'introduzione del servizio militare di leva in Italia, il cui primo bando venne emanato il 31 dicembre 1860 con cui si chiamarono alle armi le classi 1837, 1838, 1839 e 1840 con la formula: "per continuare la ferma del servizio contratto sotto il cessato governo".
Con il bando di leva, in presenza di un gran numero di prigionieri di guerra e di un numero ancora più rilevante di sbandati dell'ex esercito di Francesco II, il governo italiano voleva coniugare l'esigenza di utilizzare a fini militari anche i soldati borbonici, già presenti al nord, da trasferire per l'inquadramento nei vari depositi dell'Italia settentrionale, e pensare contestualmente al recupero dei militari sbandati o lasciati in libertà presenti nelle province napoletane. Le disposizioni impartite interessarono moltissimi soldati dell'ex esercito borbonico; e ciò in quanto Francesco II, prima dello sbarco a Marsala di Giuseppe Garibaldi, ricorse a varie operazioni di leva che dal 1857 in poi consentirono il reclutamento di circa 18 000 coscritti per ciascun anno, inquadrando così nella propria armata una forza di circa 72 000 uomini. A queste reclute, considerate appena sufficienti al completamento dei quadri dell'esercito si aggiunse, per far fronte anche al mancato gettito della Sicilia esente dalla leva, l'arruolamento anche di volontari siciliani stranieri formando con questi ultimi unità particolari come la legione ungherese.
Il provvedimento di chiamata alle armi, obbligava quindi i soldati del regno borbonico a ripresentarsi sotto le armi per terminare il periodo di servizio cui erano assoggettati dall'ordinamento borbonico preesistente. Tenuto conto della durata del servizio da prestare al momento del loro arruolamento e cioè 5 anni nel servizio attivo e poi 5 anni nella riserva le ultime classi, chiamate da Francesco II nel 1860, avrebbero dovuto quindi completare il loro servizio attivo più o meno tra il 1865 e il 1868 a seconda delle scelte effettuate al momento dell'ingaggio e dei corpi di appartenenza.
Esigenze organizzative e scarsa affluenza dei coscritti che, dopo la visita medica nel deposito generale di Napoli avrebbero dovuto imbarcarsi per Genova, portò alla proroga dei termini previsti per la presentazione che dal 31 gennaio furono spostati al 1º giugno 1861. Oltre tale termine i non presentati sarebbero stati considerati renitenti se reclute, e disertori se già sotto le armi nell'esercito borbonico. Le voci diffuse sulla possibilità di una guerra contro l'Austria, quelle di un prossimo ritorno di Francesco II sul suo trono, la propaganda dei comitati borbonici e del clero, il trasferimento delle reclute per lungo tempo nel nord Italia in zone territoriali del tutto sconosciute a gran parte dei coscritti, nonché la prevedibile lontananza dalle famiglie, fece lievitare il malcontento. L'insofferenza alla norma, oltre a provocare fenomeni di renitenza, diede origine a disordini in moltissimi centri delle province meridionali. A Napoli nel novembre fu dispersa una dimostrazione femminile promossa contro i bandi di leva e accompagnata dall'affissione di manifesti e volantini inneggianti a Francesco II; altri episodi si verificarono nelle Puglie, negli Abruzzi, in Basilicata, nei principati e in altre province alimentando la disobbedienza civile che fu duramente repressa, anche fucilando numerosi renitenti alla leva, come avvenne ad esempio a Castelsaraceno, Carbone, e Latronico.
In Sicilia, dove le leggi borboniche sul reclutamento non avevano mai avuto attuazione, le norme del 1860 e del 1861 furono accolte negativamente dalla popolazione e nella loro gestione crearono non pochi problemi al nuovo stato; e ciò anche per totale carenza della complessa struttura organizzativa necessaria a far fronte alle operazioni di leva. Disordini si verificarono a Palermo, e in altri centri tra cui Adernò, Paternò, Biancavilla, Sciacca, Belmonte Mezzagno e a Mezzojuso dove le truppe, accerchiati paesi e cittadine, rastrellarono i renitenti. Nel gennaio 1862 contro gli obblighi derivanti dalla legge sul reclutamento insorse, con un pesante bilancio di morti e feriti e il saccheggio di alcune abitazioni, la popolazione di Castellammare del Golfo cui fecero seguito consistenti disordini ad Alcamo e Sciacca. Alla repressione dell'insorgenza popolare contribuirono alcune navi da guerra ancorate in rada che fecero fuoco con i loro cannoni contro alcune zone di Castellammare e le truppe della brigata Alpi (51°- 52º fanteria) inviate via mare al comando del generale Pietro Quintini.
La chiamata alle armi provocò numerosi episodi di renitenza (come già detto, duramente repressi) che si verificarono in quasi tutte le province dell'ex Regno delle Due Sicilie. Tra i renitenti non mancarono i soldati dell'esercito di Francesco II divenuti capi o gregari di formazioni brigantesche e considerati dopo la mancata presentazione disertori; il richiamo di questi soggetti “fu cagione di grande recrudescenza nelle reazioni, e quindi nel brigantaggio”. Le leve successive a quella del 1861 furono emanate secondo i dispositivi della legge del Regno di Sardegna promulgata nel 1854 e all'epoca ancora in vigore che, in estrema sintesi, prevedeva per i sorteggiati inclusi nella prima categoria 5 anni di ferma, alcune dispense tra cui quelle concesse agli alunni ecclesiastici, la possibilità da parte di alcuni coscritti di essere esentati dal servizio o di farsi sostituire da altri pagando cifre consistenti. Se nel 1861 le operazioni di leva non diedero un buon risultato a partire dal 1862 la chiamata alle armi fu sufficiente a coprire il fabbisogno del regio esercito italiano.
Infine, nel 1863 fu possibile dar vita alla prima leva unitaria con regole “nazionali” essendo stata superata la difficoltà di far accettare la coscrizione obbligatoria anche nei territori di recente annessione sprovvisti di legislazioni sulla leva (Romagne, Marche, Umbria e Sicilia), nonché di superare la legislazione preesistente in materia di leva così come vigente prima dell'unificazione: Lombardia, Toscana e la parte continentale dell'ex regno delle Due Sicilie. Non fu comunque possibile azzerare il tasso di renitenza che si attestò intorno all'11,5% anche se in alcune zone territoriali fu nettamente superiore.

## I territori interessati

I) Provincia di Napoli, II) Terra di Lavoro, III) Principato Citra, IV) Principato Ultra, V) Basilicata, VI) Capitanata, VII) Terra di Bari, VIII) Terra d'Otranto, IX) Calabria Citeriore, X) Calabria Ulteriore Seconda, XI) Calabria Ulteriore Prima, XII) Contado di Molise, XIII) Abruzzo Citra, XIV) Abruzzo Ulteriore Secondo, XV) Abruzzo Ulteriore Primo e, da XVI a XXII le sette province siciliane. In giallo lo Stato Pontificio. Il tratteggio copre le aree inizialmente interessate dalla legge Pica

All'inizio del 1860 l'Italia era suddivisa in tre grandi blocchi territoriali: Regno di Sardegna, Stato Pontificio e Regno delle due Sicilie. Quest'ultimo, per la parte continentale (Domini al di qua del Faro), era suddiviso in 15 province: Terra di Lavoro (Caserta); Provincia di Napoli (Napoli); Principato Citra (Salerno); Principato Ultra (Avellino); Basilicata (Potenza); Capitanata (Foggia); Terra di Bari. (Bari); Terra d'Otranto (Lecce); Calabria Citeriore (Cosenza); Calabria Ulteriore Prima (Reggio Calabria); Calabria Ulteriore Seconda (Catanzaro); Contado di Molise (Campobasso); Abruzzo Citra (Chieti); Abruzzo Ulteriore Primo (Teramo); Abruzzo Ulteriore Secondo (L'Aquila). Le città di Pontecorvo e Benevento erano enclave dello Stato Pontificio. Il Regno comprendeva inoltre i cosiddetti “domini al di là del Faro”, e cioè la Sicilia con le sue sette province: Palermo, Messina, Catania, Noto, Caltanissetta, Girgenti e Trapani. Ogni provincia era a sua volta suddivisa in distretti. La difesa territoriale era affidata a numerose fortezze presenti a Napoli, Gaeta, Capua, Pescara, L'Aquila, Civitella del Tronto e in Sicilia a Messina.
Lo Stato Pontificio, con capitale Roma, aveva una propria suddivisione amministrativa articolata nelle cosiddette Delegazioni e Legazioni apostoliche.
Le variazioni, intervenute successivamente nella suddivisione amministrativa in regioni, province e comuni, hanno modificato la struttura originaria del territorio trasferendo la dipendenza di città e paesi da una provincia all'altra. Questo processo, già nel 1860, toccò la provincia di Benevento, inesistente prima dell'unità. Altre modifiche si sono poi succedute nel tempo quali la scomparsa di Terra di Lavoro, e la creazione delle regioni Campania, Lazio, Abruzzo, Puglia e Calabria. Alcuni paesi sono stati accorpati in altri perdendo lo status di comune.
Anche il paesaggio maggiormente antropizzato è cambiato, talora con notevoli trasformazioni come nel caso di Avezzano con la bonifica del Fucino, del Lazio con la bonifica dell'Agro Pontino, anche per la creazione di invasi artificiali come del Lago del Salto e il Lago del Turano. La trasformazione del territorio ha anche riguardato la costruzione di strade e il parziale disboscamento di ampie aree precedentemente coperte da foreste e spazi di ardua praticabilità.
Difficile quindi riconoscere le difficoltà, in alcuni casi estreme, cui si trovarono ad operare truppe della guardia nazionale, briganti e guerriglieri ed altrettanto difficile ricostruire integralmente i luoghi dove ebbe origine si sviluppò e combatté il Brigantaggio. Questo fenomeno tra fasi iniziali e successive interessò quasi tutte le province dell'entroterra del regno borbonico annesse al nuovo stato italiano dove le condizioni di vita della popolazione dedita prevalentemente all'agricoltura erano difficili. Ignoranza, povertà, propaganda diffusa dal clero e dagli agenti borbonici, alimentarono il brigantaggio che risultò più limitato nelle aree meridionali nelle aree urbane e industrializzate, nelle zone agricole più produttive e nell'amplissima fascia costiera del Mezzogiorno e della Sicilia.
La relazione sul brigantaggio del 1863 redatta dal parlamentare Giuseppe Massari riporta: « [...] Nella provincia di Reggio Calabria difatti, dove la condizione del contadino è migliore, non vi sono briganti [...]» Massari individuò le province di Basilicata e Capitanata, tra le più povere e mal collegate del Meridione, come quelle in cui il «brigantaggio è infierito ed ha raggiunto terribili proporzioni» ed «è più che altrove pertinace», indicando inoltre come le bande capeggiate da briganti come Carmine Crocco e Michele Caruso fossero state «sbaragliate e decimate e talvolta pur quasi interamente distrutte, e frattanto sono sempre risorte».

## Aspetti militari

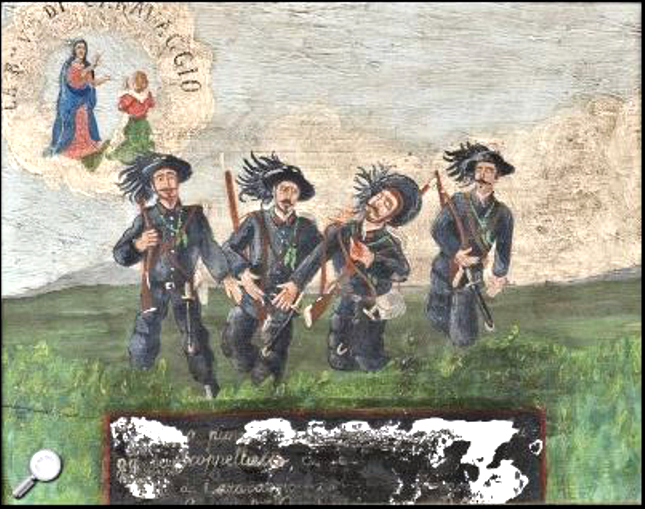
Ex voto di bersagliere ferito dal brigante "Scoppettiello” (Giuseppe Miglionico) di Viggiano, ma scampato alla morte, dedicato alla Madonna di Caravaggio

### Le forze in campo
Fin dal 1861 la repressione del brigantaggio venne affidata all'esercito che arrivò a schierare circa i due quinti della sua forza militare, andando da un massimo di 116 799 soldati, nell'ottobre 1863, ad un minimo di 92 984 nel settembre 1864; notevole inoltre il dispiegamento della guardia nazionale italiana. Tuttavia queste cifre sono discordanti sia nella letteratura che nella valutazione delle forze realmente in campo, per esempio la relazione Massari riporta per il 1863 la consistenza di 85 940 militari attivi e migliaia di ammalati.
Al tempo dell'annessione le forze militari presenti nel mezzogiorno erano esigue: circa 1 500 carabinieri e il VI Corpo d'armata del generale Giovanni Durando con 20 000 militari quasi tutti di presidio a Napoli e nei capoluoghi di provincia, nella campagna e nelle zone montuose vi erano poche centinaia di soldati. Dopo i primi gravi insuccessi il luogotenente Gustavo Ponza di San Martino iniziò a richiedere con sempre maggior insistenza l'invio di ulteriori truppe a rinforzo, contingenti che il governo era restio a concedere per la minaccia, sempre presente alle frontiere settentrionali, di un possibile attacco austriaco.
Le truppe impegnate era costituite da 17 reggimenti di fanteria, 22 battaglioni di bersaglieri, 8 reggimenti di cavalleria, i "quarti" battaglioni di ulteriori reggimenti di fanteria e granatieri, ossia singoli battaglioni di reparti che rimasero nelle loro sedi, e supporti di artiglieria e del genio militare.
Il governo Ricasoli I con decreto istituì il 4 aprile 1861, con sede a Napoli il 6º Gran Comando Militare con a capo il generale Cialdini, a cui rispondevano i comandi divisionali di Napoli, Chieti, Bari, Salerno e Catanzaro organizzati in 16 Comandi provinciali e 38 Comandi distrettuali.

### Limiti operativi
La lotta, che si svolse principalmente secondo le tattiche della guerriglia si rivelò difficile e complessa per il Regio Esercito Italiano, le cui truppe spesso si trovavano ad operare in luoghi a loro sconosciuti, la cui topografia era invece ben nota agli avversari. Il sottotenente Temistocle Mariotti, del 55º reggimento di fanteria così descrisse la situazione: "Noi giungevamo colà quasi completamente digiuni di tutto, del clima, della particolare configurazione del terreno, della natura, dell'indole dei costumi, del grado di civiltà abitanti... Quanto a direttive sanitarie, noi mancavamo affatto di norme e precauzioni igieniche anche le più elementari... Di carte geografiche della regione neppure parlarne...". Nelle sue memorie l'ufficiale racconta la morte di tre militari per insolazione durante il trasferimento a piedi da Manfredonia a Foggia e la perdita di disciplina del reparto che tale marcia comportò, anche a causa dell'equipaggiamento inadeguato: "13 giugno 1862. I soldati erano muniti di equipaggiamento invernale... per combattere i 40º all'ombra".
Le operazioni contro il brigantaggio furono poi rese difficili dal fatto che, a causa della scarsa spesa pubblica borbonica, nelle province meridionali ben 1321 su 1848 comuni erano allora privi di collegamento stradale (ad esempio, 91 su 124 in Basilicata, 60 su 75 nella provincia di Teramo, 92 su 108 in quella di Catanzaro).
Inoltre ai militari, a partire dal febbraio 1861, venne tolta l'indennità dell'entrata in campagna, poiché formalmente non si trovavano in stato di guerra, tanto che gli ufficiali non avevano l'obbligo di adornare le divise con le spalline sempre per il medesimo motivo.

## Le perdite
Per quanto la lotta contro il brigantaggio non sia stata considerata una "campagna di guerra" ma un insieme di operazioni di ordine pubblico e di polizia dirette e coordinate dall'autorità militare, il Regio esercito sopportò un costo molto elevato per le perdite che si verificarono nelle unità impegnate nelle operazioni di contrasto. Secondo i dati riportati dalla Commissione di inchiesta, i caduti dell'esercito nel periodo dal 1861 al marzo del 1863 furono di 21 ufficiali e 386 soldati, a cui aggiungere 6 soldati fatti prigionieri e 19 di cui non si ebbe più notizia. L'attendibilità di tali cifre appare dubbia quando si consideri il numero dei militari impegnati nelle operazioni belliche e di contrasto al brigantaggio. Infatti, distaccata nei presidi nel Mezzogiorno un'aliquota delle truppe impiegate nelle operazioni nell'Italia Meridionale, a partire dal 1862 furono inviati notevoli rinforzi, raggiungendo l'apice nel 1863 con circa 90 000 uomini; numero che diminuì gradatamente fino a 40 000 effettivi nel 1865.
Il "Risultato delle operazioni", rapporto del colonnello Bariola, presentato al Comando Generale 6° Dipartimento Militare di Napoli, riportata i seguenti dati relativi ai primi 9 mesi del 1863:
- Omicidi commessi dai briganti: n. 379;
- Sequestri commessi dai briganti: n. 331;
- Capi di bestiame uccisi o rubati: n. 1 821

L'incertezza e la mancanza di informazioni ufficiali sulle perdite effettivamente subite dall'esercito e dagli altri corpi impegnati nelle operazioni di repressione del brigantaggio è del tutto analoga all'incompletezza dei dati riportati da vari autori in ordine ai caduti, agli arrestati e ai presentati nel periodo ricompreso tra il 1861 e il 1865, come evidenziato dalla seguente tabella comparativa (ricavata da 4 fonti bibliografiche):
| G. Massari 1861-63 | 3 451 | 2 768 | 932   | 7 151  |
| F. Molfese 1861-65 | 5 212 | 5 044 | 3 597 | 13 853 |
| L. Torres 1861-63 | 4 108 | 4 496 | 3 038 | 11 642 |
| Maffei 1861-64 | 4 250 | 2 900 | 932   | 8 082  |
| Perdite subite dai Briganti dal 1861 in poi (Fonte: Bibliografia varia sul Brigantaggio - F. Molfese. F. Massari, L. Torres, C. Maffei) |       |       |       |        |

Le differenze relative ai numeri riportati sono dovute anche ai diversi periodi considerati dai singoli autori, che comunque generalmente partono tutti dal 1861.

Statistica morti violente gennaio-settembre 1863

Un'indicazione statistica sulla quantità di morti, inclusi anche quelli per omicidio da parte dei briganti, e altri danni indotti dal brigantaggio è ricavabile dalle cifre riportate nel "Risultato delle operazioni" a firma del colonnello Bariola, del Comando Generale 6° Dipartimento Militare di Napoli, relativamente ai primi nove mesi dell'anno 1863: 421 briganti uccisi in conflitto, 322 fucilati, 504 arrestati e 250 costituitisi, 228 militari morti in conflitto, 94 feriti ed un disperso, 379 omicidi commessi da briganti, 331 persone sequestrate e 1821 capi di bestiame uccisi o rubati dai briganti.
Alle morti in combattimento si aggiunsero quelle dovute alle malattie che colpirono indistintamente le parti contrapposte e su cui pesarono fattori climatici, malaria, tifo e, tra le altre pandemie, il colera che colpì l'Italia nel periodo tra il 1865 e il 1867 e provocò un picco piuttosto elevato nelle statistiche generali sulla mortalità.
(G. Massari e S. Castagnola, Il brigantaggio nelle provincie napoletane, pp. 105-106)
Se la struttura sanitaria e ospedaliera si rivelò carente per i soldati che operarono nei territori del mezzogiorno d'Italia, sicuramente privilegiati nelle prestazioni di cure e ricoveri, è da darsi per scontato che risultò ancora meno efficiente per i civili il cui indice di mortalità si mantenne pressoché costante dal 1862 al 1865 incluso. Sempre basandosi sulle statistiche pubblicate relativamente al periodo 1862 - 1865, considerato che la popolazione dell'ex Regno delle Due Sicilie pesava per circa il 42,5% sulla popolazione italiana totale, è stimabile che la mortalità complessiva nell'ex Regno borbonico per tutte le cause fu pari mediamente a circa 315 000 morti/anno di cui 163 000 circa di sesso maschile.
Risulta quindi difficile accettare le cifre riportate in alcuni testi secondo i quali i deceduti per opera della repressione militare, passati per le armi o caduti negli scontri che si verificarono, furono dal 1861 al 1865 circa 73 000 o superiori. Considerando che la fucilazione o l'uccisione in combattimento di briganti e insorti ha riguardato essenzialmente la popolazione maschile è possibile rilevare che i fucilati nel quinquennio avrebbero rappresentato un'elevatissima percentuale: circa il 9% dell'intero universo delle morti avvenute nel periodo, pari a circa 815 000 decessi maschili; la stessa percentuale salirebbe al 12,2% valutando la cifra di 100 000 caduti avanzata da altri cronisti e storici. Ciocca nel suo saggio, parlando di "decennale mattanza" stima in circa 20 000 il numero di caduti nel decennio 1860-1870. È opportuno rilevare che tutti i dati indicati sui briganti caduti costituiscono stime esclusive degli autori in assenza di qualsivoglia informazione ufficiale in proposito.

## Dati sugli arresti e reclusi
Non ci sono specifiche notizie neanche sul numero di persone arrestate per attività reazionarie, manutengolismo e/o azioni collegabili al brigantaggio; fatte salve le citate statistiche che evidenziano una media di 182 340 persone detenute relativamente al decennio 1861-1870.
Sicuramente la popolazione detenuta fu numerosa tanto da allarmare il governo italiano che, osservando la pratica di altri paesi europei e tentata anche nel 1856 dal regno delle due Sicilie, già nel 1857 aveva considerato un primo progetto, presto abbandonato, per costituire una colonia penale sulle coste dell'Africa; ne riprese poi in considerazione l'idea, analizzando varie possibilità: nel 1862 il Mozambico, nel 1864 l'Angola, poi alcune isole nell'Oceano Indiano.
Altre proposte inoltrate da esploratori, viaggiatori e uomini d'affari furono analizzate dal Governo italiano, tra queste: la possibilità di occupare la baia di Adulis; di ottenere l'isola di Gran Natuna nel Borneo; di acquistare il gruppo delle Maldive nell'Oceano Indiano oppure alcune isole nelle Antille, ottenere Sumatra, acquistare le isole Batiane ed infine di raggiungere accordi con il governo indiano per riuscire ad avere l'isola di Socotra. Nessuna di queste trattative andò a buon fine anche per il successivo abbandono del progetto.

## Conseguenze e risvolti politici e sociali

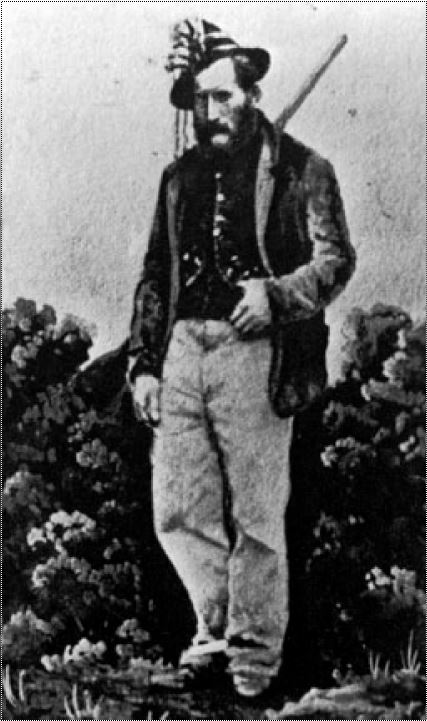
Ritratto in studio del brigante Antonio Cozzolino detto Pilone

La maggiore estensione territoriale del Regno d'Italia, e l'incremento della popolazione, rinvenienti dai consulti plebiscitari, non risolsero i problemi connessi al processo di integrazione tra le varie regioni, sia con riguardo al riordino delle attività nei vari settori economici, sia con riferimento alla riorganizzazione dell'apparato burocratico dello Stato, peraltro necessario alla regolamentazione della vita civile. L'unificazione doganale e la piemontesizzazione della struttura amministrativa del territorio nazionale, utile per uniformità di leggi e regolamenti, danneggiarono le industrie delle province del Meridione, che, godendo durante il Regno di Francesco II delle Due Sicilie di forti dazi protettivi, non riuscirono a mantenersi competitive.
Al divario industriale, ai danni ricevuti dall'agricoltura e al commercio dovuti anche all'applicazione della Legge Pica e dei provvedimenti che seguirono, si aggiunse il permanere dell'animosità tra province del Nord e del Sud accresciuta dalla difficile situazione economica e finanziaria in cui versò l'Italia anche a seguito della terza guerra d'indipendenza italiana. Non risultò inoltre eliminata la conflittualità esistente tra le varie classi sociali che, a causa della propaganda filoborbonica e della mancata distribuzione delle terre demaniali, alimentò la reazione popolare dal 1860 in poi comportando numerosi caduti durante il periodo del brigantaggio.
In ogni caso le problematiche successive all'unificazione nazionale, che determinarono la nascita della questione meridionale, non consentirono di ottenere condizioni di vita migliori per i ceti sociali meno abbienti che furono costretti in parte ad emigrare. All'emigrazione diretta verso i paesi europei che riguardò inizialmente le regioni del nord Italia si aggiunse dopo il 1870 anche quella del sud Italia, che si indirizzò in gran parte verso i paesi extraeuropei.

## Documenti fotografici
(Giulio Bollati, L'Italiano, Einaudi, Torino, 1983, pp. 142-143.)

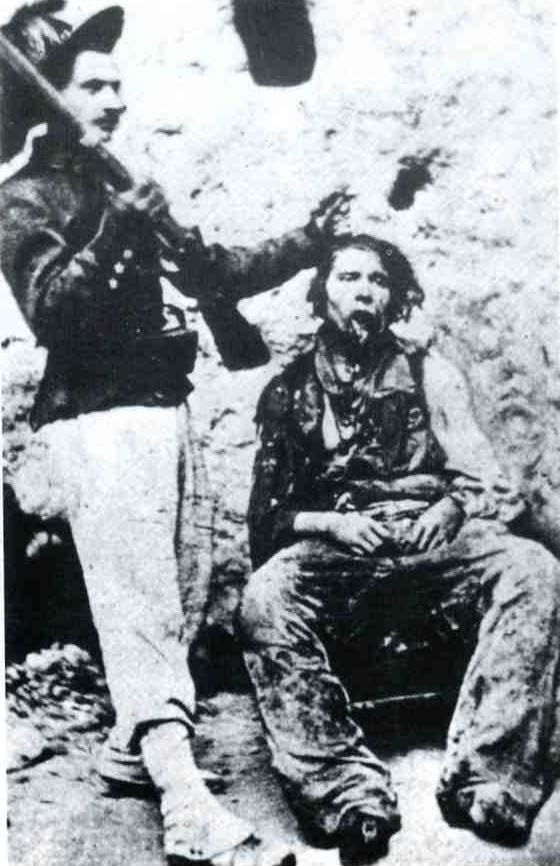
Una delle fotografie più note della repressione del brigantaggio: un bersagliere italiano esibisce il cadavere di Nicola Napolitano tenendolo con la mano sinistra per i capelli, per impedire che la testa reclinantesi sul petto impedisca di fotografarne il viso, mentre con la destra brandisce il fucile come a colpire il corpo col calcio dell'arma.

Numerose sono le immagini fotografiche riferenti al periodo del brigantaggio; poiché a quel tempo gli apparecchi fotografici non erano dotati di otturatore ed erano ancora ingombranti e non di rapido uso, non esistono immagini che ritraggano situazioni in movimento o scatto documentari ripresi nel corso di un'azione, si tratta o di foto fatte in studio, oppure di scene ricostruite o infine dei cosiddetti "fotomosaici" antenati dei futuri fotomontaggi.
Le fotografie sul brigantaggio postunitario includono sia immagini di briganti catturati sia immagini dei cadaveri dei briganti uccisi durante gli scontri o fucilati, a queste si aggiungono ritratti di briganti a figura intera eseguiti in studio e ritratti nel particolare formato "carte de visite".
Tra i fotografi attivi viene ricordato Raffaele Del Pozzo, di Montecorvino Rovella, attivo nel salernitano sia con fotografie in loco, che ritratti eseguiti nel carcere e ancora fotografie fatte a latitanti.
Le pubbliche esecuzioni e l'esibizione esemplare dei giustiziati (pratica piuttosto diffusa nel XIX secolo), anche sotto forma di fotografia, furono largamente impiegate come monito a chi appoggiava o favoriva il brigantaggio e anche per distruggere il mito della loro invincibilità.
Il pregio di queste fotografie è stato rivalutato a distanza di più di un secolo del loro scatto, per il loro significato documentario, secondo Ugo Di Pace «In pochi altri paesi occidentali si verificò nell'800 una rivolta sociale come quella del Mezzogiorno; in pochi altri paesi, in quegli anni, i fotografi furono impegnati a rappresentare visivamente una classe sociale emarginata e cacciata fuori dalla storia. Vista in tale luce, la produzione fotografica dei briganti acquista un pregio di rarità e per una tragica e sfortunata contingenza storica possiamo dire di essere l'unico paese a conservare, seppure in maniera approssimativa, immagini di valore davvero notevole. E in questa cornice va collocata l'opera [...] che ha saputo dare alle popolazioni salernitane una rappresentazione visiva dei loro antenati, che se non fossero stati briganti, ironia della sorte, non avrebbero avuto neppure il premio di essere fotografati».

## Corrispondenza epistolare

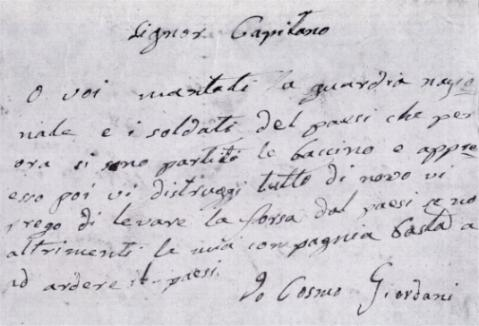
Lettera minatoria di Cosimo Giordano al capitano Amato della Guardia Nazionale di Pietraroia:Signor Capitano O voi mantati [allontanate] la guardia nazionale e i soldati dal paesi che per ora si sono partiti le baccino [mucche] o appresso poi vi distruggi tutto di nuovo vi prego di levare la forza dal paesi se no altrimenti la mia compagnia basta a ad ardere il paesi

### Lettere dei briganti
I briganti non si limitavano ad azioni contro i rappresentanti dello stato unitario, ma scrivevano messaggi e lettere di richiesta e di minaccia a benestanti e personalità locali, sia per ottenere denari e beni materiali sia per indurre le autorità locali ad azioni che indebolissero l'autorità del governo italiano. Alcune lettere sono presenti nel saggio “Piemontisi, Briganti e Maccaroni” di Ludovico Greco.
Lettera inviata al sindaco di Balsorano:
- Signor Sindaco. Alla vista della suddetta si alzi la voce del vostro augusto, sovrano, e si togliono le bandiere di Savoi, e si alzano quelle di Francesco Borboni se non altrimenti il paese sarà dato saco e fuoco e pronte di trovare duemila razioni di pane e formaggio, pronti nella mia venuta in Balsorana. 30 giugno 1861. Il Tenente generale in capo CHIAVONE[138].

Lettera inviata ad un certo don Francesco:
- Carissimo don Francesco, al momento mi dovete mandare la somma di Ducati due mila (2000), senza mancare un giorno i quali dovete ancora a mio padre e suo compagno Coppa. Dovete mandarli metà d'oro e metà d'argento e mandare anche due botti e vi raccomando di mandarli subito, seno vi mando all'elemosina. Senò vorrei morire disgraziato e lo giuro davanti a Dio. Infine, poche parole e fatti assai. Allora se conosce il nome del generale. Carmine Crocco Donatelli[138].

Lettera inviata a proprietarie di una masseria:
- Carissima donna Innocenza e donna Chiara Perez. Che mi avete a darmi 200 piastre, tutte le spese della settimana. E me le avete far trovare, se no io t'ardo la masseria al ritorno. Non so altro che dirvi. Sono Giuseppe Nicola La Veneziana[138].

Lettera inviata al curato del comune di Conza della Campania:
- A S.E. Il Signor - Signor Cantore corati nel comune di Consa.

Comando militare - Per la Grazia di Dio Re nostro Francesco II Signore se volete la pace del vostro paese mantate costà le implemo [togliete le insegne] del ladro Vittorio emmanuele al momento Bantiera e daltro Se poi siete sordi al mio parlare il tuo paese sarà brugiato fra giorni. il Tenente Colonnello - V. damati.

### Lettere dei sequestrati
Alcune lettere scritte dai sequestrati, le seguenti lettere sono state pubblicate anche nel periodico trimestrale “Vicum” nel 2000.
- Mia cara moglie... sono recapitato nelle mani dei briganti, pretendono da me ducati seimila se non mi mandate detta somma verrà la mia testa da voi. Vi racco mando massima secretezza, e non fare muovere la Guardia o altra forza del Paese perché vedendo uomini di forza potrò essere ucciso...[140]
- Cari genitori Vi prego di mandarmi al più presto possibile la somma di dotati Ventimila se volete rivedermi nella paterna casa. Io soffro i più grandi disaggi, dormo sul nudo suolo, stiamo eternamente digiuni... Mandate dunque il denaro se non volete che sia mutilato di un orecchio...[140]

## Il dibattito storiografico
(Giuseppe Garibaldi ad Adelaide Cairoli, 1868.)
(Antonio Gramsci in Avanti!, 18 febbraio 1920)

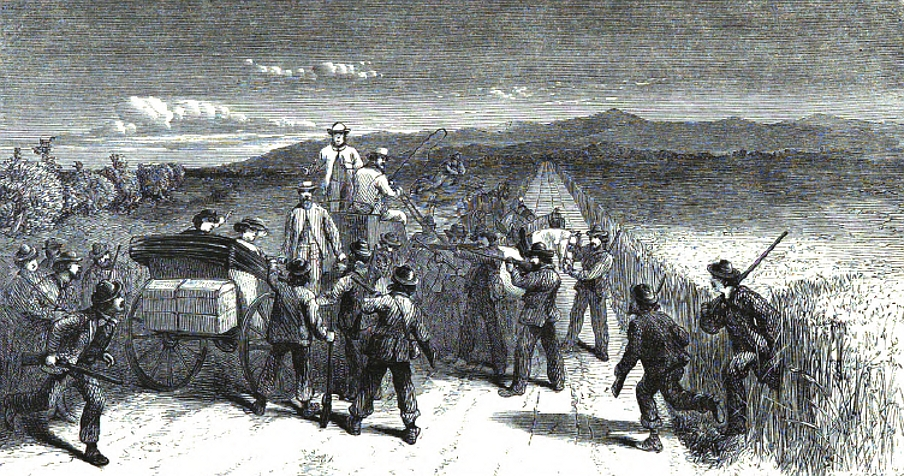
Battipaglia, 1865: cattura del viaggiatore inglese W.J.C. Moens. Liberato dopo il pagamento di 30000 ducati (5100 lire), raccontò la sua avventura nel libro English travellers and Italian brigands, Hurst and Blackeet Publisher, Londra, (1865)

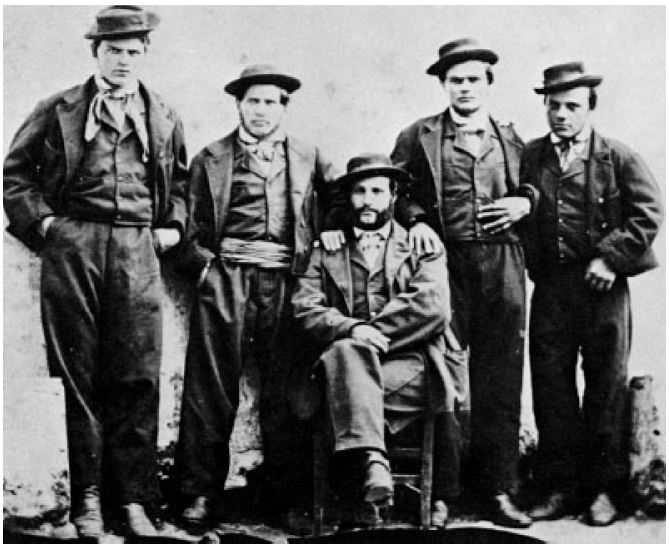
Ritratto in studio della banda del brigante Gaetano Manzo, eseguito da Raffaele Del Pozzo, poco prima della loro costituzione

Diversi storici hanno proposto di rivedere i capitoli che riguardano l'insegnamento di alcune pagine del passato di questa pagina della storia d'Italia. La storiografia ha offerto visioni spesso contrapposte e contrastanti con la versione governativa dell'epoca. Molti storici hanno sostenuto le varie tesi omettendo o all'opposto esagerando ossia strumentalizzando il numero delle vittime che non è valutabile poiché non documentabile quindi esistono solo stime.
L'ex ufficiale dell'esercito pontificio Giulio Cesare Carletti, nella sua opera L'esercito pontificio dal 1860 al 1870 affermò che le bande di briganti meridionali, in fuga dall'ex Regno di Napoli, perché pressati e inseguiti dal Regio Esercito Italiano e dalla Guardia Nazionale, si riversavano all'interno della parte meridionale dello Stato Pontificio, compiendovi ogni genere di crimini, furti, rapine, violenze alle fanciulle, atti che risulterebbero incompatibili con il presunto status di partigiani, che taluni revisionisti vorrebbero assegnare a tali bande criminali. Nel libro si illustra come, nel periodo 1864-1867, l'esercito pontificio, coadiuvato dal corpo antibriganti "Squadriglieri", dovette sostenere una lunga e dura lotta contro le numerose incursioni delle grosse bande ex borboniche, che sconfinando facevano razzie e commettevano delitti nei territori del Lazio meridionale, attività non configurabili come lotta antisabauda.
Resta comunque da rilevare il fatto che il brigantaggio postunitario anti-sabaudo fu un fenomeno quasi esclusivamente relativo al sud Italia, mentre non si è verificato negli altri stati pre-unitari annessi, come osservò Francesco Saverio Nitti, che affermò come il brigantaggio fosse un fenomeno endemico nel sud preunitario:
In relazione alla tesi che vede i briganti meridionali come sostenitori della dinastia borbonica o comunque come anti-sabaudi, si osserva che, dopo il 1870, la fine del brigantaggio nel meridione non fu seguita dalla nascita di alcun movimento anti-sabaudo ad oltranza; inoltre la tesi che vede il sud ostile ai Savoia dopo l'unità, non spiega il fatto che con la nascita della Repubblica Italiana, in occasione del referendum del 2 giugno 1946, fu il sud a votare a grande maggioranza in favore della monarchia sabauda, mentre il nord votò per la repubblica, e dal 1946 al 1972 i partiti monarchici (poi confluiti nel Partito Democratico Italiano di Unità Monarchica (PDIUM)), ottennero consensi soprattutto nel Meridione e a Napoli, dove, in occasione del referendum del 1946, in Via Medina diversi cittadini napoletani morirono nella cosiddetta strage di via Medina, durante gli scontri a sostegno della monarchia sabauda.

## Memorialistica

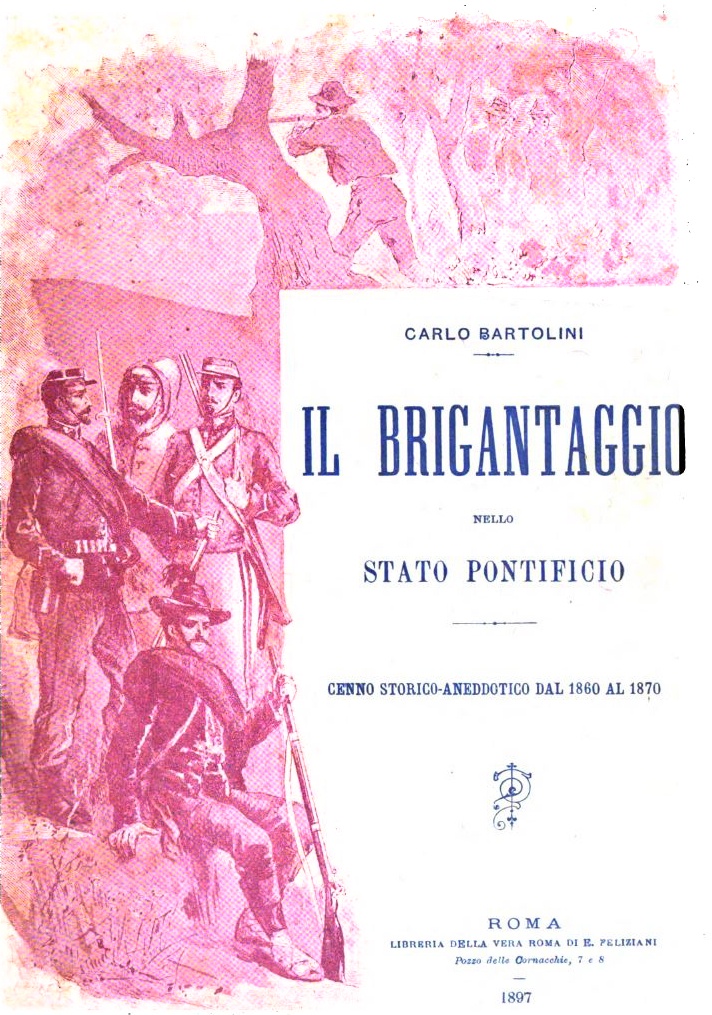
Copertina del libro di Carlo Bartolini, a sinistra sono disegnati quattro militari di differenti corpi pontifici, sopra il titolo un gruppo di briganti nascosti fra alberi

Il brigantaggio postunitario è stato oggetto di letteratura di stampo memorialistico, già quando il fenomeno era ancora in pieno sviluppo, come testimoniato da scritti redatti da soggetti che ebbero ruolo di primo piano nell'attività, ma anche da testimoni occasionali.
Nel 1861 viene pubblicato il diario che Borjes scrisse durante la sua spedizione, nel 1864 Alessandro Bianco di Saint-Joroz scrive "Il Brigantaggio alla frontiera pontificia dal 1860 al 1863" in cui unisce i suoi ricordi e le sue impressioni come ufficiale del regio esercito unitamente ad alcune sue considerazioni sul brigantaggio e sulla lotta allo stesso, mentre nel 1865 esce a Londra English travellers and Italian brigands il racconto di W.J.C. Moens un viaggiatore inglese rapito dai briganti della banda Manzo vicino Pompei a scopo di riscatto e rilasciato dopo il pagamento dello stesso, e poco dopo esce Quattro Mesi fra i Briganti 1865/66 (Vier Monate unter den Briganten in den Süditalien)", scritto dallo svizzero Johann Jacob Lichtensteiger, disegnatore di tessuti, rapito assieme ad altre tre persone tra cui l'industriale tessile Fritz Wenner, durante un'incursione nel salernitano, sempre ad opera della banda Manzo.
Giuseppe Bourelly, un ufficiale dei Carabinieri Reali, impegnato nella valle dell'Ofanto pubblica nel 1865 le sue memorie Il Brigantaggio dal 1860 AL 1865. Nel 1869 Edmondo De Amicis inserisce il racconto Una medaglia, di cui non è chiarito quanto vi sia finzione e quanto realtà, nella sua raccolta La vita militare - bozzetti, in cui narra la vicenda di un militare abruzzese che uccide tre briganti che gli avevano teso un'imboscata. Sempre nel 1869 Ludwig Richard Zimmermann, uno dei mercenari stranieri assoldati per comandare le bande armate filoborboniche al confine papalino, pubblica le sue memorie "Erinnerungen eines ehemaligen Briganten-Chefs", il suo libro verrà tradotto in italiano nel 2007 col titolo Memorie di un ex Capo-Brigante: "libero e fidele".
Nel 1876 Antonio Stoppani pubblica Il Bel Paese in cui descrive nei capitoli "Serata XIII" e "Serata XIV" un suo viaggio compiuto per studiare la fattibilità di un impianto industriale, a Tocco da Casauria area nell'Abruzzo sottoposta alla minaccia di attacchi di briganti, oltre a descrivere il clima di timore che pervadeva la spedizione, informa che, pochi mesi dopo il suo viaggio, due persone che l'accolsero furono uccise dai briganti in una incursione nel paese e l'ingegnere incaricato di sviluppare l'industria venne rapito. L'ufficiale in congedo del regio esercito Angiolo de Witt pubblica nel 1884 le sue memorie intitolate "Storia politico militare del brigantaggio nelle province meridionali d'Italia", nel 1897 Carlo Bartolini, ufficiale pontificio, pubblica "Il brigantaggio nello stato pontificio" che, oltre ad una sua analisi del fenomeno, contiene molti aneddoti ed episodi sul suo servizio nella lotta anti-brigantaggio, lo stesso anno viene pubblicato "Cenni sul brigantaggio - Ricordi di un antico bersagliere" a Roux, 1897 di Carlo Melegari (il libro inizialmente è pubblicato con autore anonimo), a sua volta il famoso capo brigante Carmine Crocco in carcere scrive, e viene pubblicata nel 1903, una discussa autobiografia.
Dopo quasi mezzo secolo di relativo oblio il libro di memorie "Cristo si è fermato a Eboli" di Carlo Levi uscito nel 1945 contiene numerosi ricordi e racconti di testimoni viventi al tempo di Ninco Nanco, raccolti dallo scrittore durante il periodo del suo confino in Lucania.
Nel 1992 venne poi pubblicato, a cura della Pro Loco di Delebio, "Mi toccò in sorte il n. 15 - Episodi della vita militare del bersagliere Margolfo Carlo", costituita da ricordi scritti rimasti in un cassetto per circa un secolo di un bersagliere che partecipò alla campagna contro il brigantaggio, questo memoriale ha attirato l'interesse degli storici in quanto Margolfo fu testimone narrante dei fatti di Pontelandolfo e Casalduni. Nel 2001 viene pubblicato "Memorie di guerra e brigantaggio: diario inedito di un garibaldino (1860-1872)", sono le memorie ritrovate del garibaldino, poi bersagliere Gaetano Ferrari

## Cinematografia
- Il brigante di Tacca del Lupo (1952) regia di Pietro Germi.
- I briganti italiani (1961) regia di Mario Camerini.
- L'eredità della priora (1980), regia di Anton Giulio Majano.
- Briganti - Amore e libertà (1993) regia di Marco Modugno.
- Li chiamarono... briganti! (1999) di Pasquale Squitieri.
- Carmine Crocco, dei briganti il generale (2008) di Niccolò Bruna.
- Il generale dei briganti (2012) di Paolo Poeti.
- Il mio corpo vi seppellirà (2021) di Giovanni La Parola.
- Briganti (2024) di Antonio Le Fosse, Steve Saint Leger, Nicola Sorcinelli.